# Adoniran Barbosa
Adoniran Barbosa, nome artístico de João Rubinato (Valinhos, 6 de agosto de 1910 – São Paulo, 23 de novembro de 1982), foi um compositor, cantor, comediante e ator brasileiro, autor de famosas canções como "Trem das Onze", "Tiro Ao Álvaro", "Saudosa Maloca" e "Samba do Arnesto".
Rubinato representava em programas de rádio diversas personagens, entre as quais, Adoniran Barbosa, que acabou por se confundir com seu criador dada a sua grande popularidade. Adoniran ficou conhecido nacionalmente como o pai do samba feito em São Paulo.
Fez sucesso como cantor e compositor. Em suas obras, retrata o cotidiano das camadas pobres da população urbana e as mudanças causadas pelo progresso. Para isso, faz uso da maneira de falar dos moradores de origem italiana de alguns bairros paulistanos, como Barra Funda e Brás.
Morreu em São Paulo no dia 23 de novembro de 1982, aos 70 anos, por enfisema pulmonar.

## Biografia

### Família
Adoniran era filho de Francesco "Fernando" Rubinato e Emma Ricchini, imigrantes italianos da comuna de Cavarzere, província de Veneza. Seus avós paternos eram Angelo Rubinato e Anna Manfrinato, e os maternos, Francesco Ricchini e Antonia Freddo. Seus pais casaram-se em Cavarzere em 23 de maio de 1895, desembarcaram em Santos em 15 de setembro de 1895, passaram pela Hospedaria dos Imigrantes e foram trabalhar nas lavouras do município de Tietê. Sua mãe morreu em 1939 e seu pai em 1943.
João Rubinato nasceu em 6 de agosto de 1910 em Valinhos, localidade que foi distrito do município de Campinas até 1953. Numa entrevista em 1972 ao programa Ensaio Especial da TV Cultura, Adoniran disse que na verdade nascera em 1912, mas sua família teria adulterado os documentos para 1910, para que começasse a trabalhar mais cedo, pois a fábrica em que iria trabalhar não admitia quem tivesse menos de doze anos. Porém no documentário “Meu Nome é João Rubinato”, o neto de Adoniran Barbosa, João Rubinato, afirma que conseguiu ter acesso a certidão de nascimento original do cartório Campinas, estando lá escrito que Adoniran nasceu mesmo em 1910, e não em 1912.

### Infância
Abandonou a escola cedo, pois não gostava de estudar. Necessitava trabalhar para ajudar a família numerosa – Adoniran tinha sete irmãos. Procurando resolver seus problemas financeiros, os Rubinato viviam mudando de cidade. Moraram primeiro em Valinhos (então distrito de Campinas), depois Jundiaí, Santo André e finalmente São Paulo.
Em Jundiaí, Adoniran exerce seu primeiro ofício: entregador de marmitas. Aos doze anos andava pelas ruas da cidade e surrupiava alguns bolinhos pelo caminho. "A matemática da vida lhe dá o que a escola deixou de ensinar: uma lógica irrefutável. Se havia fome e, na marmita oito bolinhos, dois lhe saciariam a fome e seis a dos clientes; se quatro, um a três; se dois, um a um”.

### Início da carreira
O compositor e cantor tem um longo aprendizado, num arco que vai do marmiteiro às frustrações causadas pela rejeição de seu talento. Quer ser artista – escolhe a carreira de ator. Procura de várias maneiras fazer seu sonho acontecer. Tenta, antes do advento do rádio, o palco, mas é sempre rejeitado.  Sem padrinhos e sem instrução adequada, o ingresso nos teatros como ator lhe é para sempre abortado. O samba, no início da carreira, tem para si caráter acidental. Escolado pela vida, sabia que o estrelato e o bom sucesso econômico só seriam alcançados na veiculação de seu nome na caixa de ressonância popular que era o rádio.
O magistral período das rádios, também no Brasil, criou diversas modas, mexeu com os costumes, inventou a participação popular – no mais das vezes, dirigida e didática. Têm elas um poder e extensão pouco comuns para um país que na época era rural. Inventam a cidade, popularizam o emprego industrial e acendem os desejos de migração interna e de fama.  Enfim, no país dos bacharéis, médicos e párocos de aldeia, a ascensão social busca outros caminhos e pode-se já sonhar com a meteórica carreira de sucesso que as rádios produzem. Três caminhos podem ser trilhados: o de ator, o de cantor ou o de locutor.
Adoniran percebe as possibilidades que se abrem a seu talento. Quer ser ator, popularizar seu nome e ganhar algum dinheiro, mas a rejeição anterior o leva a outros caminhos. Sua inclinação natural no mundo da música é a composição mas, nesse momento, o compositor é um mero instrumento de trabalho para os cantores, que compram a parceria e, com ela, fazem nome e dinheiro. Daí sua escolha recair não sobre a composição, mas sobre a interpretação.
Busca conquistar seu espaço como cantor – tem boa voz, poderia tentar os diversos programas de calouro. Já com o nome de Adoniran Barbosa – tomado emprestado a um companheiro de boemia e de Luís Barbosa, cantor de sambas, que admira – João Rubinato estreia cantando um samba brejeiro de Ismael Silva e Nilton Bastos, o Se você jurar. É gongado, mas insiste e volta novamente ao mesmo programa; agora cantando o belo samba de Noel Rosa, Filosofia, que lhe abre as portas das rádios e ao mesmo tempo serve como mote para suas composições futuras.
A vida profissional de Adoniran Barbosa se desenvolve a partir das interpretações de outros compositores. Sua primeira composição gravada foi Dona Boa, na voz de Raul Torres, uma marcha que venceu o concurso de canções carnavalescas promovido pela prefeitura municipal de São Paulo no ano de 1935. Depois grava em disco Agora pode chorar, que não faz sucesso algum. Aos poucos se entrega ao papel de ator radiofônico; a criação de diversos tipos populares e a interpretação que deles faz, em programas escritos por Osvaldo Moles, fazem do sambista um homem de relativo sucesso. Embora impagáveis, esses programas não conseguem segurar por muito tempo ainda o compositor que teima em aparecer em Adoniran. Entretanto, é a partir desses programas que o grande sambista encontra a medida exata de seu talento, em que a soma das experiências vividas e da observação acurada dá ao país um dos seus maiores e mais sensíveis intérpretes.
O mergulho que o sambista fará na linguagem, suas construções linguísticas, pontuadas pela escolha exata do ritmo da fala paulistana, irão na contramão da própria história do samba. Os sambistas sempre procuraram dignificar sua arte com um tom sublime, o emprego da segunda pessoa, o tom elevado das letras, que sublimavam a origem miserável da maioria, e funcionavam como a busca da inserção social. Tudo era uma necessidade urgente, pois as oportunidades de ascensão social eram nenhumas e o conceito da malandragem vigia de modo coercitivo. Assim, movidos pelos mesmos desejos que tinha Adoniran de se tornar intérprete e não compositor, e a partir daí conhecido, os compositores de samba, entre uma parceria vendida aqui e outra ali, davam o testemunho da importância que a linguagem assumia como veículo social.
Todavia, a escolha de Adoniran é outra, seu mergulho também outro. Aproveitando-se da linguagem popular paulistana – de resto do próprio país – suas canções dele são o retrato exato desta linguagem e, como a linguagem determina o próprio discurso, os tipos humanos que surgem deste discurso representam um dos painéis mais importantes da cidadania brasileira. Os despejados das favelas, os engraxates, a mulher submissa que se revolta e abandona a casa, o homem solitário, social e existencialmente solitário, estão intactos nas criações de Adoniran, no humor com que descreve as cenas do cotidiano. A tragédia da exclusão social dos sambistas se revela como a tragicômica cena de um país que subtrai de seus cidadãos a dignidade.

### Sucesso
O seu primeiro sucesso como compositor vira canção muito conhecida nas rodas de samba, das casas de espetáculo: "Trem das Onze". É bem possível que todo brasileiro conheça, senão a canção inteira, ao menos o estribilho, que se torna intemporal. Adoniran alcança, então, o almejado sucesso que, entretanto, dura pouco e não lhe rende mais que uns minguados trocados de direitos autorais. A canção, que já havia sido gravada pelo autor em 1951 e não fizera sucesso ainda, é regravada novamente pelos “Demônios da Garoa”, conjunto musical de São Paulo (esta cidade é conhecida como a terra da garoa, da neblina, daí o nome do grupo). Embora o conjunto seja paulista, a canção acontece primeiramente no Rio de Janeiro, com sucesso retumbante.
Arguto observador das atividades humanas, sabe também que o público não se contenta apenas com o drama das pessoas desvalidas e solitárias; é necessário que se dê a este público uma dose de humor, mesmo que amargo. Compõe para esse público um dos seus sambas mais notáveis, um dos primeiros em que trabalhou a nova estética do samba.
Entre a tentativa de carreira nas rádios paulistas e o primeiro sucesso, Adoniran trabalha duro, casa-se duas vezes e frequenta, como boêmio, a noite. Nas idas e vindas de sua carreira tem de vencer várias dificuldades. O trabalho nas rádios brasileiras é pouco reconhecido e financeiramente instável, muitos passaram anos nos seus corredores e tiveram um fim de vida melancólico e miserável. O veículo que encanta multidões, que faz de várias pessoas ídolos é também cruel como a vida; passado o sucesso que, para muitos, é apenas nominal, o ostracismo e a ausência de amparo legal levam cantores, compositores e atores a uma situação de impensável penúria.
Adoniran sabe disto, mas mesmo assim seu desejo cala mais fundo. O primeiro casamento não dura um ano; o segundo, a vida toda: Matilde. De grande importância na vida do sambista, Matilde sabe com quem convive e não só prestigia sua carreira como o incentiva a ser quem é e como é, boêmio, incerto e em constante dificuldade. Trabalha também fora e ajuda o sambista nos momentos difíceis, que são constantes. Adoniran vive para o rádio, para a boêmia e para Matilde.
Numa de suas noitadas, embriagado, perde a chave de casa e não há outro jeito senão acordar Matilde, que se aborrece. O dia seguinte foi repleto de discussão. Entretanto, Adoniran é compositor e dando por encerrado o episódio, compõe o samba Joga a Chave.
Dono de um repertório variado de histórias, o sambista não perdia a vez de uma boa blague. Certa vez, quando trabalhava na rádio Record, onde ficou por mais de trinta anos, resolveu, após muito tempo ali, pedir um aumento. O responsável pela gravadora disse-lhe que iria estudar o aumento e que Adoniran voltasse em uma semana para saber dos resultados do estudo… quando voltou, obteve a resposta de que seu caso estava sendo estudado. As interpelações e respostas, sempre as mesmas, duraram algumas semanas… Adoniran começava se irritar e, na última entrevista, saiu-se com esta: “Tá certo, o senhor continue estudando e quando chegar a época da sua formatura me avise.”
Nos últimos anos de vida, com o enfisema avançando, e a impossibilidade de sair de casa pela noite, o sambista dedica-se a recriar alguns dos espaços mágicos que percorreu na vida. Ainda grava algumas canções, mas com dificuldade – a respiração e o cansaço não lhe permitem muita coisa mais – dá depoimentos importantes, reavaliando sua trajetória artística.  Compõe pouco.
Contudo, inventa para si uma pequena arte, com pedaços velhos de lata, de madeira, movidos a eletricidade. São rodas-gigantes, trens de ferro, carrosséis. Vários e pequenos objetos da ourivesaria popular – enfeites, cigarreiras, bibelôs… Fiel até o fim à sua escolha, às observações que colhe do cotidiano, cria um mundo mágico. Quando recebe alguma visita em casa, que se admira com os objetos criados pelo sambista, ouve dele que “alguns chamavam aquilo de higiene mental, mas que não passava de higiene de débil mental…” Como se vê, cultiva o humor como marca registrada. Marca aliás, que aliada à observação da linguagem e dos fatos trágicos do cotidiano, faz dele um sambista tradicional e inovador.

### Casamentos e filha
Casou-se em 8 de dezembro de 1936 com Olga Krum, com quem teve sua única filha, Maria Helena Rubinato, nascida em 23 de setembro de 1937. João e Olga desquitaram-se judicialmente em 1943 e a filha ficou aos cuidados da irmã de João, Ainez Rubinato Salgado (1909-1992). Após o desquite, viveu maritalmente com Matilde De Lutiis, que o acompanhou até a morte, mas nunca tiveram filhos.
Olga Krum constituiu nova família com o advogado José Luís Varela de Almeida (1915-2010), com quem teve outras quatro filhas. Olga morreu em 1991.
Sua filha, Maria Helena Rubinato, falecida em 2021, foi tradutora.

## Morte
Adoniran Barbosa morreu em 23 de novembro de 1982, aos 70 anos, durante uma internação para tratamento de um enfisema pulmonar. Deixou sua companheira de mais de quarenta anos, Matilde de Lutiis, tendo sido sepultado no Cemitério da Paz, conforme o desejo de Adoniran.

## Homenagens

### Disco
Em 6 de agosto de 2020, data do 110.º aniversário do sambista, foi disponibilizado nas plataformas de áudio digitais o álbum Onze, com 11 músicas de letras até então inéditas escritas por Barbosa, interpretadas por diversos nomes da música brasileira, associados com diversos gêneros e movimentos.  O projeto, posteriormente, recebeu uma indicação ao Grammy Latino de Melhor Álbum de Samba/Pagode.

### Doodleno Google em 6 de agosto de 2015
Em 6 de agosto de 2015 o portal do Google, considerando o ano de nascimento que foi adulterado pela família (1910), realizou um doodle em homenagem ao 105° aniversário do seu nascimento.

### Logradouros
Na cidade de São Paulo, Adoniran foi homenageado com seu nome em uma rua do bairro central da Bela Vista e com o nome "Trem da Onze" em uma rua do distrito do Jaçanã, na zona norte da cidade.

### Escola de Samba
A Dragões da Real, escola de samba do Carnaval de São Paulo, homenageou Adoniran no Carnaval de 2022.

### Estátua
Em dezembro de 2022, foram realizadas reformas no cruzamento da Avenida Ipiranga e a São João, com colocação de estátuas em homenagem aos representantes do samba paulista, Adoniran Barbosa e Paulo Vanzolini.

## Discografia
- 1951 - "Os mimosos colibris/Saudade da maloca" (78 rpm)
- 1952 - "Samba do Arnesto/Conselho de mulher" (78 rpm)
- 1955 - "Saudosa maloca/Samba do Arnesto" (78 rpm)
- 1958 - "Pra que chorar" (78 rpm)
- 1958 - "Pafunça/Nois não os bleque tais" (78 rpm)
- 1972 - "A Música Brasileira Deste Século -Adoniran Barbosa"
- 1974 - "Adoniran Barbosa"
- 1975 - "Adoniran Barbosa"
- 1979 - "Seu Último Show" (Ao Vivo)
- 1980 - "Adoniran Barbosa e Convidados"
- 1984 - "Documento Inédito"
- 2003 - "2 LPs em 1" (Relançamento dos LPs de 1974 e 1975)

### Coletâneas
- 1990 - "Claudinha Do céu" (com intérpretes de suas canções)
- 1996 - "MPB Compositores: Adoniran Barbosa" (com participações e intérpretes de suas canções)
- 1999 - "Meus Momentos: Adoniran Barbosa"
- 1999 - "Raízes do Samba: Adoniran Barbosa"
- 2001 - "Para Sempre - Adoniran Barbosa"
- 2002 - "Identidade: Adoniran Barbosa"
- 2004 - "O Talento de: Adoniran Barbosa" (Com participações especiais)

### Vídeo
- 1972 - "Programa Ensaio: Adoniran Barbosa"

### Principais canções
- 1951 - Malvina
- 1951 - Saudosa maloca
- 1952 - Joga a chave
- 1953 - Samba do Arnesto
- 1955 - As mariposas
- 1956 - Iracema
- 1956 - Apaga o fogo Mané
- 1957 - Um Samba no Bexiga
- 1958 - Bom-dia tristeza
- 1959 - Abrigo de vagabundo
- 1959 - No morro da Casa Verde
- 1960 - Prova de carinho
- 1960 - Tiro ao Álvaro
- 1964 - Luz da light
- 1964 - Trem das Onze
- 1964 - Trem das Onze com Demônios da Garoa
- 1965 - Agüenta a mão
- 1965 - Samba italiano
- 1965 - Tocar na banda
- 1965 - Pafunça
- 1967 - O casamento do Moacir
- 1968 - Mulher, patrão e cachaça
- 1968 - Vila Esperança
- 1969 - Despejo na favela
- 1972 - Acende o candeeiro
- 1975 - Fica mais um pouco, amor

## Filmografia
Fontes:
| Ano  | Filme                | Personagem          |
| ---- | -------------------- | ------------------- |
| 1945 | Pif-paf              |                     |
| 1946 | Caídos do Céu        |                     |
| 1953 | O Cangaceiro         | Mané Mole           |
| 1953 | Esquina da Ilusão    | Pepe                |
| 1954 | Candinho             | Professor Pancrácio |
| 1954 | Mulher de Verdade    |                     |
| 1955 | Carnaval em Lá Maior | Judeu               |
| 1955 | A Carrocinha         | Salvador Pereira    |
| 1955 | Três Garimpeiros     |                     |
| 1956 | A Pensão da D. Stela | Siqueira            |
| 1956 | A Estrada            |                     |
| 1959 | Os Três Cangaceiros  |                     |
| 1960 | Bruma Seca           | Freitas             |
| 1973 | A Super Fêmea        | Ernesto             |
| 1977 | Elas São do Baralho  |                     |

Televisão
| Ano  | Trabalho               | Personagem    |
| ---- | ---------------------- | ------------- |
| 1965 | Quatro Homens Juntos   | Galinha Morta |
| 1965 | Ceará contra 007       | Giacomo       |
| 1969 | Seu Único Pecado       | Joaquim Barra |
| 1970 | Tilim                  | Esguicho      |
| 1972 | O príncipe e o mendigo |               |
| 1973 | Mulheres de Areia      | Chico Belo    |
| 1974 | Os Inocentes           | Dominguinho   |
| 1975 | Ovelha negra           | Tio Quim      |
| 1976 | Xeque-mate             | Firmino       |